# 松村吴春
松村吴春，（1752年4月28日—1811年9月4日），日本江户时代艺术家，四条派创始人，日本南部绘画大师之一。出身显贵，早年即开始接受绘画教育，并且进行相关创作。后來独具匠心，博采众长，将各画派之长處加以恰当发挥，极大地提高了日本绘画的艺术性与表现力。